# Boby na Zimních olympijských hrách 2006
Boby na olympiádě v Turíně byly na trati Cesana Torinese.

## Medailové pořadí zemí
| Pořadí | Země                         | Zlato | Stříbro | Bronz | Celkově |
| ------ | ---------------------------- | ----- | ------- | ----- | ------- |
| 1.     | Německo (GER)                | 3     | 0       | 0     | 3       |
| 2.     | Kanada (CAN)                 | 0     | 1       | 0     | 1       |
| 2.     | Rusko (RUS)                  | 0     | 1       | 0     | 1       |
| 2.     | Spojené státy americké (USA) | 0     | 1       | 0     | 1       |
| 5.     | Švýcarsko (SUI)              | 0     | 0       | 2     | 2       |
| 6.     | Itálie (ITA)                 | 0     | 0       | 1     | 1       |
|        | Celkem                       | 3     | 3       | 3     | 9       |

## Medailisté

### Muži
| Disciplína | Zlato                                                                 | Výkon   | Stříbro                                                                                 | Výkon   | Bronz                                                                         | Výkon   |
| ---------- | --------------------------------------------------------------------- | ------- | --------------------------------------------------------------------------------------- | ------- | ----------------------------------------------------------------------------- | ------- |
| dvojbob    | Německo (GER) · André Lange · Kevin Kuske                             | 3:43,38 | Kanada (CAN) · Pierre Lueders · Lascelles Brown                                         | 3:43,59 | Švýcarsko (SUI) · Martin Annen · Beat Hefti                                   | 3:43,73 |
| čtyřbob    | Německo (GER) · André Lange · René Hoppe · Kevin Kuske · Martin Putze | 3:40,42 | Rusko (RUS) · Alexandre Zoubkov · Philippe Egorov · Alexei Seliverstov · Alexey Voevoda | 3:40,55 | Švýcarsko (SUI) · Martin Annen · Thomas Lamparter · Beat Hefti · Cedric Grand | 3:40,83 |

### Ženy
| Disciplína | Zlato                                                  | Výkon   | Stříbro                                                         | Výkon   | Bronz                                                 | Výkon   |
| ---------- | ------------------------------------------------------ | ------- | --------------------------------------------------------------- | ------- | ----------------------------------------------------- | ------- |
| dvojbob    | Německo (GER) · Sandra Kiriasis · Anja Schneiderheinze | 3:49,98 | Spojené státy americké (USA) · Shauna Rohbock · Valerie Fleming | 3:50,69 | Itálie (ITA) · Gerda Weissensteiner · Jennifer Isacco | 3:51,01 |